# Jill Stuart
Jill Stuart (née en 1965) est une styliste américaine basée à New York, où elle exerce depuis 1988. Elle a créé la marque portant son nom en 1993. Ses créations sont prisées par une large clientèle internationale, et particulièrement au Japon.

## Biographie

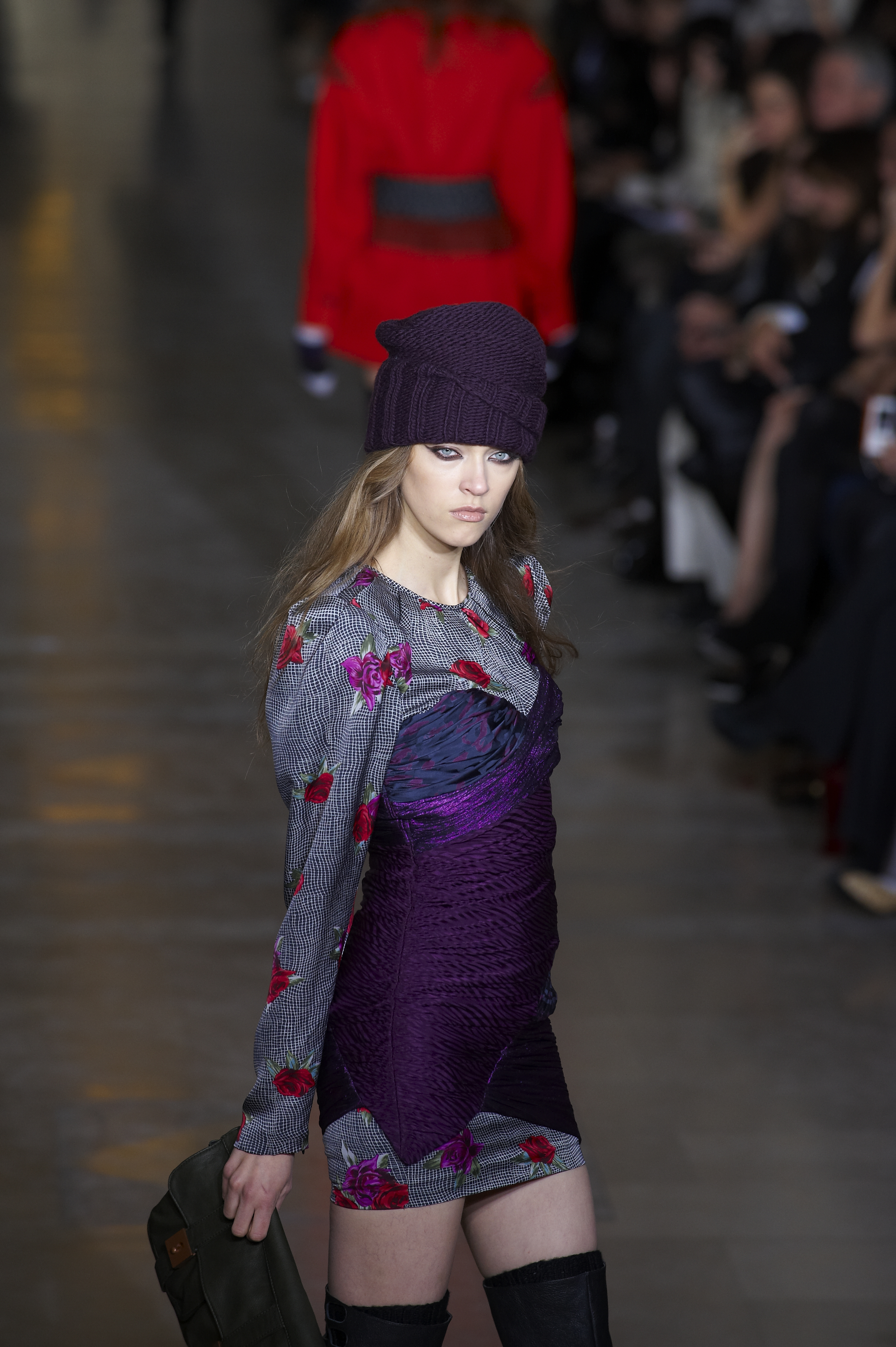
Jill Stuart saison automne hiver 2010 - défilé à la New York Fashion Week

### origines
Jill Stuart est née à New York en 1965. Ses parents George et Lynn Stuart travaillait dans le Manhattan's Garment District et ont créé leur propre marque Mister Pants, qui fut l'une des marques créant des pantalons sur mesure pour femmes et de tailleurs réalisés dans des étoffes usuellement utilisée dans la mode masculine. Lynn Stuart possédait également sa propre marque haut de gamme, et s'est rendue célèbre dans les créations des tenues pour des actrices et célébrités, comptant notamment Lucille Ball, Natalie Wood and Sheila MacRae.
Jill Stuart a fréquenté la Manhattan's Dalton School plus tard la Rhode Island School of Design.[réf. nécessaire]

### Carrière
Jill Stuart a vendu sa première collection a Bloomingdale's à l'âge de 15 ans, des sacs « hobo » en daim et des colliers ras du cou en cuir et en argent. Elle ouvrit son premier magasin en 1988, une boutique dans l'Upper East Side spécialisée dans les accessoires de maroquinerie tels que ceintures et sacs à main. En 1990, ses étoles, ses sacs et ses accessoires en fourrure sont disponibles dans des magasins tels que Neiman Marcus et Bergdorf Goodman[réf. nécessaire]. Sa marque propre fut lancée en 1993 comprenant notamment Skinclothes, une gamme de vêtements en cuir, proposant notamment des slip dress (une petite robe façon nuisette), des jupes, des leggings et jeans en cuir et des vestes de la même matière,.